# Cand.phil.
Cand.phil. (candidatus/candidata philosophiæ) er en humanistisk kandidat uden suppleringsfag/bifag. Indtil 1930 kunne man kalde sig cand.phil., hvis man havde bestået filosofikum. 
Cand.phil-titlen blev afskaffet i 1993. Studerende, der blev immatrikuleret før 1995, kan stadig opnå titlen cand.phil.
Fra 2001 benævnes en humanistisk etfagskandidat Cand.mag.
Afskaffelsen af cand.phil.-graden skyldtes at uddannelsessystemet skulle tillempes det europæiske bolognaskema (BA varer 3 år; MA varer 2 år lagt oven på BA).